# Macrobrachium lar
Macrobrachium lar är en kräftdjursart som först beskrevs av J. C. Fabricius 1798.  Macrobrachium lar ingår i släktet Macrobrachium och familjen Palaemonidae. Inga underarter finns listade i Catalogue of Life.

## Bildgalleri

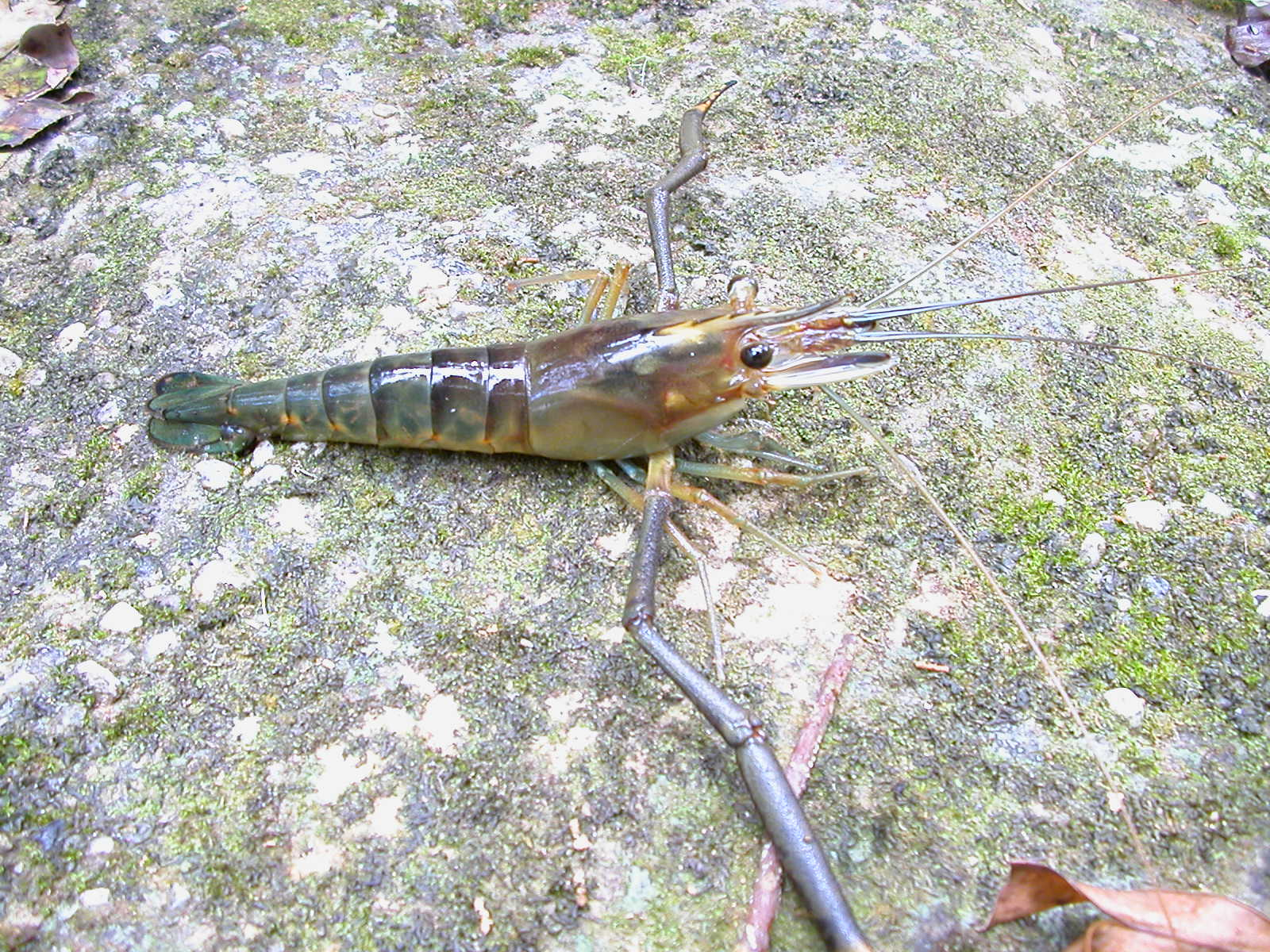